# Loi sur la validité des lois coloniales
La Loi sur la validité des lois coloniales est une loi du Parlement du Royaume-Uni adoptée en 1865. Son titre complet est « Loi visant à supprimer les doutes quant à la validité des lois coloniales ».

## Objectif de la loi
L'objectif de la loi était de supprimer toute incohérence apparente entre les lois coloniales et les lois impériales britanniques. La loi confirme que la loi coloniale correctement adoptée devait avoir plein effet dans la colonie, dans la seule mesure où elle n'était pas contraire à la loi du Parlement contenant des pouvoirs s'étendant au-delà des frontières du Royaume-Uni. Cela a eu pour effet de clarifier et de renforcer la position des législatures coloniales, tout en réaffirmant leur subordination ultime au Parlement de Westminster.
Jusqu'à l'adoption de la loi, un certain nombre de lois coloniales avaient été déclarées nulles par des juges des colonies car ces lois étaient contraires au droit anglais, peu importe l'intention du législateur britannique quant à l'effectivité de ces lois dans les colonies. Cela a été un problème particulier pour le gouvernement en Australie-Méridionale, où le juge Benjamin Boothby a invalidé des statuts locaux à de nombreuses reprises dans la Cour suprême de la colonie.

## Abrogation par le Statut de Westminster
Vers le milieu des années 1920, le gouvernement britannique a accepté que les dominions aient une pleine autonomie législative. En conséquence, le Parlement impérial a adopté le Statut de Westminster, qui a abrogé l'application de la Loi sur la validité des lois coloniales aux dominions (c.-à-d. l'Australie, le Canada, l'État libre d'Irlande, la Nouvelle-Zélande, Terre-Neuve et l'Union sud-africaine).
Le statut de Westminster est entré en vigueur immédiatement au Canada, dans l'État libre d'Irlande et en Afrique du Sud. L'Australie a adopté le Statut en 1942 avec l'adoption de la Loi sur l'adoption du Statut de Westminster, avec effet rétroactif au 3 septembre 1939, au commencement de la Seconde Guerre mondiale. La Loi sur la validité des lois coloniales a continué de s'appliquer dans les États australiens jusqu'à l'entrée en vigueur de la Loi sur l'Australie en 1986.
La Nouvelle-Zélande a adopté le Statut de Westminster en 1947.

## Cas particulier de Terre-Neuve
Terre-Neuve n'a jamais adopté le statut de Westminster ; au lieu de cela, confrontée à de graves difficultés financières à la suite de la Grande Dépression, Terre-Neuve a abandonné le gouvernement responsable en 1934. La Loi sur la validité des lois coloniales a continué de s'appliquer à Terre-Neuve, désormais gouvernée par un gouverneur nommé et une Commission de gouvernement jusqu'à ce qu'en 1949, Terre-Neuve devienne la dixième province canadienne.

## Non-abrogation de la loi dans les territoires actuels du Royaume-Uni
Dans les autres territoires britanniques, la Loi sur la validité des lois coloniales demeure toujours en vigueur et aide à définir la relation entre les lois du Parlement et les lois adoptées dans les territoires britanniques autonomes, ainsi que la légalité des décisions prises par les législatures et gouvernements territoriaux. Le pouvoir de modifier la Loi sur la validité des lois coloniales appartient au Parlement du Royaume-Uni.